# 策林·托傑
策林·托傑（宗喀語：ཚེ་རིང་སྟོབས་རྒྱས།，THL：Tshering Tobgay，1965年9月19日—），一譯策林·托布蓋，不丹政治家，於2013年和2024年兩度擔任不丹首相。

## 生平
策林·托傑生於1965年9月19日，是家中的長子，有六個弟弟，父親是軍官，母親是修路工人。他在印度卡林邦葛雷漢博士之家寄宿學校完成中學課程，之後在1990年考獲美國匹茲堡大學機械工程學碩士學位。返回不丹後，他在1991年加入教育科工業及職業教育分科，展開16年的公職生涯，然後於1999年參與成立國家技術訓練局，並擔任主席。托傑在2003年轉任勞工及人力資源部人力署署長，並於翌年考獲美國哈佛大學公共行政碩士學位。
2007年，托傑辭去公務員職務，並成為不丹第一個政黨——人民民主黨的創黨黨員。2008年3月，不丹舉行首屆國民議會選舉，由人民民主黨和不丹繁榮進步黨的候選人角逐47個議席，結果人民民主黨落敗，黨魁桑格·乃杜落選，但是托傑卻在不丹西部哈阿宗一個選區當選，成為人民民主黨兩名議員之一。他們本來不打算就職，但是最後仍然以反對派議員的身份參加國會。國民議會首次會議在2008年4月21日召開，托傑擔任反對黨領袖。
他在2009年3月接任人民民主黨主席，復於2012年5月連任，並在2013年7月率領人民民主黨在國民議會選舉中取得47席中的32席，以絕對多數優勢上台執政。2013年7月29日，新一屆國民議會召開會議，托傑就任不丹首相。外交方面，他嘗試修補不丹—印度關係，他認為不印關係是真誠的，是全方位的，是互信互諒的。另一方面，他繼續推進中不邊界談判，又曾表示不丹和中華人民共和國關係良好。
他在2018年再次帶領人民民主黨參加國民議會選舉，卻在第一輪投票以第三位的成績落敗，全軍覆沒。卸任首相後，他仍然在TED大會等國際會議上繼續推廣不丹衡量國家建設、人民生活的指標國民幸福總值，並討論自然保育、氣候變化、民主等議題。2023年，托傑再以人民民主黨黨魁的身分參加國民議會選舉，並提出吸引外資、擴大旅遊業規模等主張。結果人民民主黨先在首輪投票中獲得第一名，擊敗原執政黨和反對黨，得以進入次輪投票，復於2024年1月舉行的第二輪投票中擊敗不丹緣慶黨，重返執政。他在1月28日接受任命，第二次擔任首相。

## 外部連結
- （英文）人民民主黨主席
- （英文）個人博客 （页面存档备份，存于）
- （英文）不丹國民議會網站中刊載的策林·托傑簡歷[永久]

| 官衔                              | 官衔                                 | 官衔                       |
| --------------------------------- | ------------------------------------ | -------------------------- |
| 前任者： 吉莫·廷禮                | 不丹首相 2013年7月29日－2018年8月9日 | 繼任者： 策林·旺楚克（代） |
| 前任者： 乔家尔·达戈·里格津（代） | 不丹首相 2024年1月28日－             | 現任                       |